# Aseriaru
Koordinaten: 59° 28′ N, 26° 51′ O

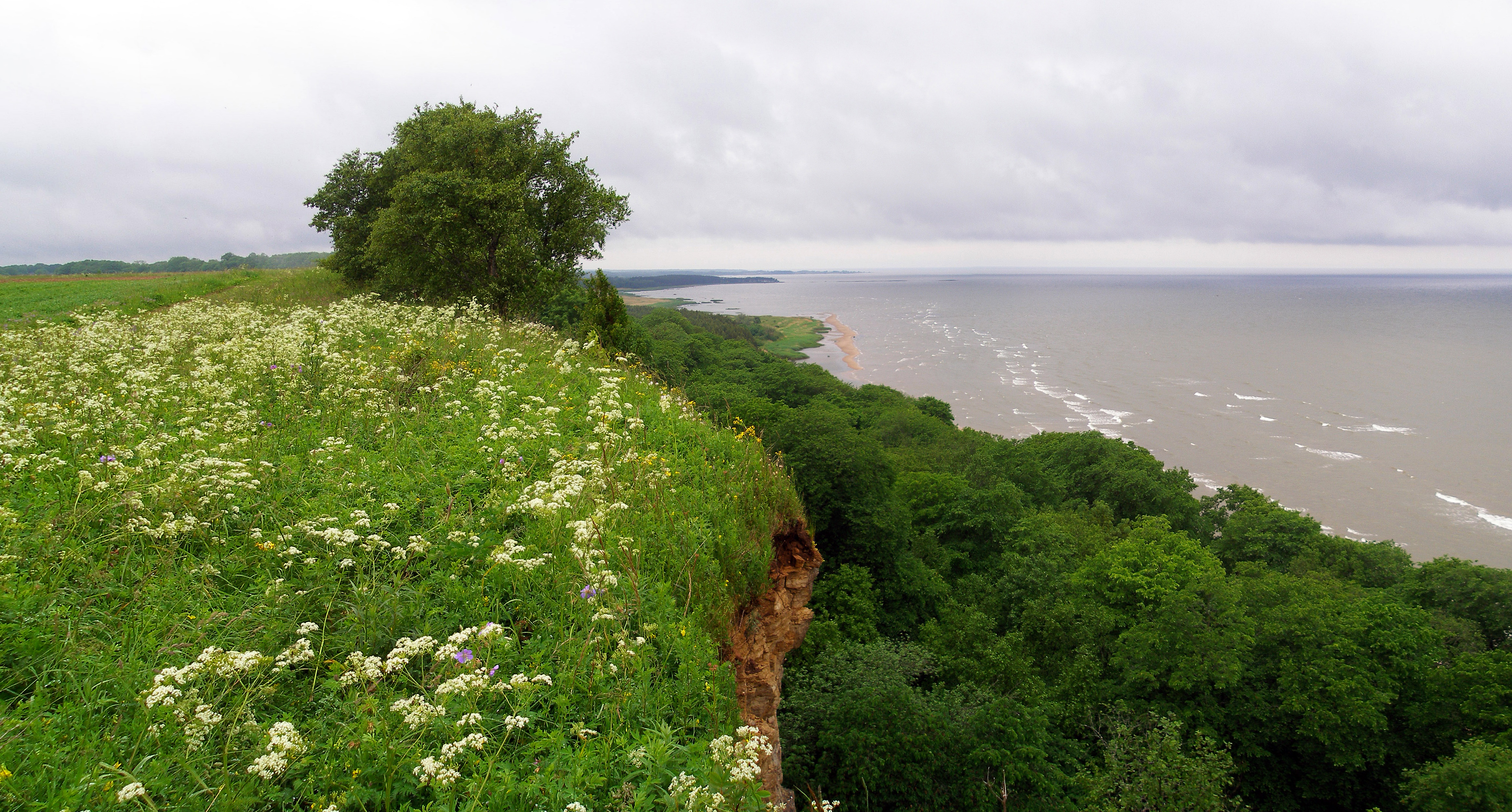
Bewachsenes Klint bei Aseriaru

Aseriaru ist ein Dorf (estnisch küla) in der Landgemeinde Aseri (Aseri vald). Es liegt im Kreis Ida-Viru (Ost-Wierland) im Nordosten Estlands.

## Beschreibung und Geschichte
Das Dorf hat 30 Einwohner (Stand 2011). Es liegt direkt am Ufer des Finnischen Meerbusens. Vom Klint bei Aseriaru ergibt sich ein weiter Blick über die Ostsee.